# パラマウント・ヴァンテージ
パラマウント・ヴァンテージ（Paramount Vantage、旧名: パラマウント・クラシックス、Paramount Classics）は、かつて存在したアメリカ合衆国の映画配給会社。パラマウント・ピクチャーズの一部門である。親会社よりもよりアート的な作品の製作・配給を行っている。

## 沿革
パラマウント・クラシックスは1998年に立ち上げられ、『ヴァージン・スーサイズ』、『ユー・キャン・カウント・オン・ミー』、『太陽の雫』、『マーサの幸せレシピ』、『Winter Solstice』、およびパトリス・ルコントの作品3本といったアート映画を公開した。映画ジャーナリストのデヴィッド・ポーランドはデヴィッド・ダイナースタインとルース・ヴィターレのパラマウント・クラシックスでの仕事を賞賛したが、両者は2005年10月に解雇された。
2006年、パラマウント・クラシックスはパラマウント・ヴァンテージとなり、2007年より買い付けた外国語映画やドキュメンタリーを中小規模で公開する部門としてリニューアルされた。
2007年、パラマウント・ヴァンテージはミラマックスと共同で『ノーカントリー』と『ゼア・ウィル・ビー・ブラッド』を製作した。2作は第80回アカデミー賞作品賞にノミネートされ、前者が受賞を果たした。また、『ゼア・ウィル・ビー・ブラッド』のダニエル・デイ＝ルイスが主演男優賞、『ノーカントリー』のハビエル・バルデムが助演男優賞を受賞した。
このような批評的な成功にもかかわらず、パラマウント・ヴァンテージはパラマウント・ピクチャーズが期待するような利益を上げることができなかった。利益を上げたのは『ノーカントリー』だけであり、その他の大きな利益を上げなければならなかった作品は皆過剰または貧弱なマーケティングのせいで失敗した。
2008年6月、パラマウント・ヴァンテージのマーケティング、配給、制作部門はパラマウント・ピクチャーズに統合され、同社はブランドとして残り続けることとなった。
パラマウント・ヴァンテージは『ネブラスカ ふたつの心をつなぐ旅』の公開後、2014年11月15日に沈黙した。

## 作品

### パラマウント・クラシックス公開作品
| 日本語題                                             | 原題                             | 公開日         |
| ---------------------------------------------------- | -------------------------------- | -------------- |
| トレッキーズ スター・トレック万歳!                   | Trekkies                         | 1999年3月12日  |
| 同級生                                               | Get Real                         | 1999年4月30日  |
|                                                      | Cabaret Balkan                   | 1999年7月23日  |
|                                                      | The Adventures of Sebastian Cole | 1999年8月6日   |
|                                                      | Train of Life                    | 1999年11月12日 |
| マーローを捜せ!                                      | Where's Marlowe?                 | 1999年11月12日 |
|                                                      | Deterrence                       | 2000年3月10日  |
| ヴァージン・スーサイズ                               | The Virgin Suicides              | 2000年5月12日  |
| 薔薇の眠り                                           | Passion of Mind                  | 2000年5月26日  |
| 太陽の雫                                             | Sunshine                         | 2000年6月9日   |
|                                                      | Girl on the Bridge               | 2000年7月28日  |
| ユー・キャン・カウント・オン・ミー                   | You Can Count on Me              | 2000年11月17日 |
| ギフト                                               | The Gift                         | 2001年1月19日  |
| CIAの男                                              | Company Man                      | 2001年3月9日   |
|                                                      | Savage Souls                     | 2001年5月20日  |
|                                                      | Bride of the Wind                | 2001年6月8日   |
| アメリカン・ラプソディ                               | An American Rhapsody             | 2001年8月24日  |
|                                                      | Our Lady of the Assassins        | 2001年9月7日   |
| マイ・ファースト・ミスター                           | My First Mister                  | 2001年10月12日 |
| フォーカス                                           | Focus                            | 2001年11月2日  |
| サイドウォーク・オブ・ニューヨーク                   | Sidewalks of New York            | 2001年11月21日 |
| ミーン・マシーン                                     | Mean Machine                     | 2002年2月22日  |
| カンヌ 愛と欲望の都                                  | Festival in Cannes               | 2002年3月3日   |
| 愛の勝利                                             | The Triumph of Love              | 2002年5月10日  |
| 帽子を脱いだナポレオン                               | The Emperor's New Clothes        | 2002年6月14日  |
| クライム&ダイヤモンド                                | Who Is Cletis Tout?              | 2002年7月26日  |
| マーサの幸せレシピ                                   | Mostly Martha                    | 2002年8月16日  |
| はじまりはキッスから                                 | Just a Kiss                      | 2002年9月27日  |
| ブラディ・サンデー                                   | Bloody Sunday                    | 2002年10月4日  |
| おばあちゃんの家                                     | The Way Home                     | 2002年11月15日 |
| 記憶のはばたき                                       | Till Human Voices Wake Us        | 2003年2月21日  |
|                                                      | House of Fools                   | 2003年4月25日  |
| 列車に乗った男                                       | The Man on the Train             | 2003年5月9日   |
| ノースフォーク 天使がくれた奇跡                      | Northfork                        | 2003年7月11日  |
| 男と女 アナザー・ストーリー                          | And Now... Ladies and Gentlemen  | 2003年8月8日   |
| 歌う大捜査線                                         | The Singing Detective            | 2003年10月24日 |
| マシニスト                                           | The Machinist                    | 2004年1月18日  |
| 仮面の真実                                           | The Reckoning                    | 2004年3月5日   |
| 16歳の合衆国                                         | The United States of Leland      | 2004年4月2日   |
| 世界でいちばん不運で幸せな私                         | Love Me If You Dare              | 2004年5月11日  |
| ブラザー・ハート                                     | I'll Sleep When I'm Dead         | 2004年6月16日  |
| 親密すぎるうちあけ話                                 | Intimate Strangers               | 2004年7月30日  |
| さよなら、僕らの夏                                   | Mean Creek                       | 2004年8月20日  |
| Jの悲劇                                              | Enduring Love                    | 2004年10月29日 |
| ジェイ・Z/フェイド・トゥ・ブラック                   | Fade to Black                    | 2004年11月5日  |
| シュルツェ、ブルースへの旅立ち                       | Schultze Gets the Blues          | 2005年2月18日  |
|                                                      | Winter Solstice                  | 2005年4月8日   |
| ステップ!ステップ!ステップ!                          | Mad Hot Ballroom                 | 2005年5月13日  |
|                                                      | After You...                     | 2005年6月3日   |
| ハッスル&フロウ                                      | Hustle & Flow                    | 2005年7月22日  |
| アサイラム/閉鎖病棟                                  | Asylum                           | 2005年8月15日  |
| ニール・ヤング/ハート・オブ・ゴールド 〜孤独の旅路〜 | Neil Young: Heart of Gold        | 2006年2月10日  |
|                                                      | Ask the Dust                     | 2006年3月17日  |
| 不都合な真実                                         | An Inconvenient Truth            | 2006年5月24日  |
| タイフーン/TYPHOON                                   | Typhoon                          | 2006年6月2日   |
| 橋の向こうに                                         | Broken Bridges                   | 2006年9月8日   |
| 北極のナヌー                                         | Arctic Tale                      | 2007年7月25日  |
|                                                      | Beneath                          | 2007年8月7日   |
| 君のためなら千回でも                                 | The Kite Runner                  | 2007年12月14日 |
| ザ・ローリング・ストーンズ シャイン・ア・ライト      | Shine a Light                    | 2008年4月4日   |

### パラマウント・ヴァンテージ公開作品
| 作品名 原題                                                            | 公開日         | アカデミー賞 |
| ---------------------------------------------------------------------- | -------------- | --- |
| バベル Babel                                                           | 2006年10月27日 | - 受賞 - 作曲賞 - ノミネートのみ - 監督賞: アレハンドロ・ゴンサレス・イニャリトゥ - 編集賞 - 作品賞 - 脚本賞 - 助演女優賞: アドリアナ・バラッザ - 助演女優賞: 菊地凛子               |
| ラブ・ザ・ドッグ 犬依存症の女 Year of the Dog                          | 2007年1月20日  | |
| ブラック・スネーク・モーン Black Snake Moan                            | 2007年3月2日   | |
| マイティ・ハート/愛と絆 A Mighty Heart                                 | 2007年6月22日  | |
| イントゥ・ザ・ワイルド Into the Wild                                   | 2007年9月21日  | - ノミネートのみ - 編集賞 - 助演女優賞: ハル・ホルブルック |
| ノーカントリー No Country for Old Men                                  | 2007年11月9日  | - 受賞 - 監督賞: イーサン&ジョエル・コーエン - 作品賞 - 脚色賞 - 助演男優賞: ハビエル・バルデム - ノミネートのみ - 撮影賞 - 編集賞 - 録音賞 - 音響編集賞                             |
| マーゴット・ウェディング Margot at the Wedding                         | 2007年11月16日 | |
| ゼア・ウィル・ビー・ブラッド There Will Be Blood                       | 2007年12月26日 | - 受賞 - 主演男優賞: ダニエル・デイ＝ルイス - 撮影賞 - ノミネートのみ - 美術賞 - 監督賞: ポール・トーマス・アンダーソン - 編集賞 - 作品賞 - 脚色賞 - 音響編集賞                      |
| ストンプ! How She Move                                                 | 2008年1月25日  | |
| アイズ The Eye                                                         | 2008年2月1日   | |
| リトル・ランボーズ Son of Rambow                                       | 2008年5月2日   | |
| American Teen/アメリカン・ティーン American Teen                       | 2008年7月25日  | |
| ある公爵夫人の生涯 The Duchess                                         | 2008年9月18日  | - 受賞 - 衣裳デザイン賞 - ノミネートのみ - 美術賞 |
| レボリューショナリー・ロード/燃え尽きるまで Revolutionary Road         | 2008年12月26日 | - ノミネートのみ - 美術賞 - 衣裳デザイン賞 - 助演男優賞: マイケル・シャノン |
| ディファイアンス Defiance                                              | 2008年12月31日 | - ノミネートのみ - 作曲賞 |
| 迷ディーラー!?ピンチの後にチャンスなし The Goods: Live Hard, Sell Hard | 2009年8月14日  | |
| The Marc Pease Experience                                              | 2009年8月21日  | |
| フェーズ6 Carriers                                                     | 2009年9月4日   | |
| キャピタリズム〜マネーは踊る〜 Capitalism: A Love Story                | 2009年10月2日  | |
| ミドルメン/アダルト業界でネットを変えた男たち Middle Men               | 2010年8月8日   | |
| スーパーマンを待ちながら Waiting for Superman                          | 2010年9月14日  | |
| ケース39 Case 39                                                       | 2010年10月1日  | |
| 今日、キミに会えたら Like Crazy                                        | 2011年10月28日 | |
| ハッピーニート おちこぼれ兄弟の小さな奇跡 Jeff, Who Lives at Home      | 2012年3月16日  | |
| Not Fade Away                                                          | 2012年12月21日 | |
| ネブラスカ ふたつの心をつなぐ旅 Nebraska                               | 2013年11月15日 | - ノミネートのみ - 主演男優賞：ブルース・ダーン - 撮影賞：フェドン・パパマイケル - 監督賞：アレクサンダー・ペイン - 脚本賞：ボブ・ネルソン - 作品賞 - 助演女優賞：ジューン・スキッブ |